# Rag'n'Bone Man
Рори Чарлс Грејам (енгл. Rory Charles Graham; 29. јануар 1985), боље познат као Rag'n'Bone Man (енгл. Раг ен боун мен) британски је певач из Акфилда, близу Брајтона.

## Каријера

### Ране године (2007—2010)
Са 15 година, почео је да репује уз пратњу бубња и баса. Када се преселио у Брајтон, његов пријатељ Гизмо је оформио групу Рум Комит и позвао њега да му се придружи.Почео је да наступа у Слип-џем Бију,где је упознао много људи који су му помогли око његове музичке каријере..У наредних неколико година,Рум Комит је подржао хип−хоп уметнике Фароха Монча и КРСа−један у брајтонском Конкорду 2 и објавили њихов први албум преко Бендкемпа.
Са 19 година,подржан од оца,Рори пева у локалном блуз пабу.Грејам издаје свој ЕП-мини албум,који је назвао „Град Блуза”.Изабран је за акустичне наступе,укључујући један подржан од Џоана Арматрадинга и Брајтона Дома

### Вукови и унакажени мини-албуми (2011—2015)
Око 2011,Грејам је почео да ради са британском хип-хоп издавачком кућом „Високи Фокус”,издавајући велики број снимака са њима.
Убрзо након што је почео да сарађује са музичким продуцентом Марком Круом који је у то време радио на Бастиљином дебитантском албуму „Лоша крв”.2013 године Грејем је потписао изадвачки уговор са Вернером Чепелом што је значило да је у могућности да се у потпуности посвети својој каријери.
Године 2014, у сарадњи са са Марком Круом,Грејем је објавио свој мини-албум „Вукови” који се састојао из девет песама на којима су такође гостовали:репер Винс Стејплс и Кејт Темпест.
Током 2015,објавио је „Унакажени ЕП”.Главна песма „Горак Крај” је подржана и пуштена на ББЦ Радиу 1 Кстра,и доспео на ББЦ-јеву Радио 1 Кстра листу „Нова музика у коју ми верујемо”.

### Humanи дебитантски албум (2016—данас)
Његов први сингл Human који је објављен преко издавачке куће „Колумбија издавачка кућа” у јулу 2016 године.Његов сингл је доспео на прво место званичних листа синглова у Аустрији, Немачкој, Белгији и Швајцарској.

## Дискографија

### Мини-албуми
| Bluestown                                                                        | - Објављен: 11. новембра 2012 - Формат: Дигитално преузимање - Издавачка кућа: Rambustious Records     | —  | —  | —  | —  |
| Wolves                                                                           | - Објављен: 24. октобра 2014 - Формат: Дигитално преузимање - Издавачка кућа: Sony Music Entertainment | 69 | 88 | 44 | 61 |
| Disfigured                                                                       | - Објављен: 6. марта 2015 - Формат: Дигитално преузимање - Издавачка кућа: Best Laid Plans Records     | —  | —  | —  | —  |
| Црта означава да албум није био на топ листи или да није објављен у тим земљама. | |    |    |    |    |

### Синглови

#### Као водећи извођач
| 2015                                                                             | "Hard Came the Rain" | —  | —  | — | — | — | — | —  | —  | — |  | Disfigured |
| 2016                                                                             | "Healed"             | —  | —  | — | — | — | — | —  | —  | — |  |            |
| 2016                                                                             | "Wolves"             | —  | —  | — | — | — | — | —  | —  | — |  |            |
| 2016                                                                             | "Human"              | 77 | 42 | 1 | 1 | 5 | 1 | 19 | 23 | 1 |  |            |
| Црта означава да сингл није био на топ листи или да није објављен у тим земљама. |                      |    |    |   |   |   |   |    |    |   |  |            |

#### Као гостујући извођач
| Година | Назив                                            | Албум   |
| ------ | ------------------------------------------------ | ------- |
| 2016   | "She" (Стиг оф де дамп у сарадњи Раг'н'Боун Мен) | Kubrick |